# Girolamo Franceschini
Girolamo Franceschini (geboren 12. Mai 1820 in Triest; gestorben 7. Jänner 1859 in Wieden bei Wien) war ein italienisch-österreichischer Zeichner, Lithograph, Kostümbildner und Illustrator.

## Leben und Werk

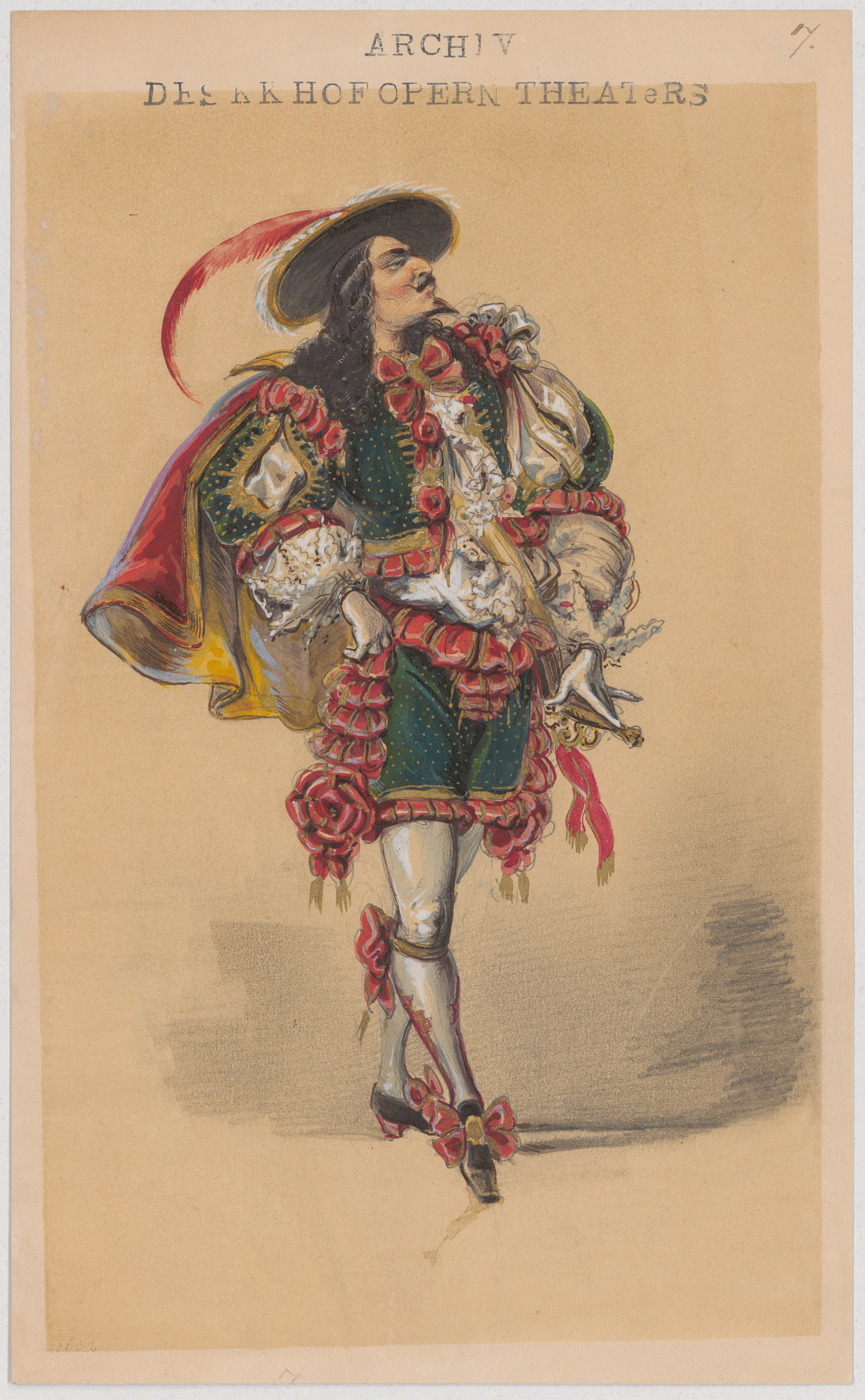
„Ein Höfling des Fürsten“ in Rossinis Oper La Cenerentola;
datiert 2. April 1854; Wiener Theatermuseum

Der 1820 im heutigen Italien geborene Franceschini entwarf in der ersten Hälfte der 1840er Jahre - als gelegentlicher Mitarbeiter der von Adolf Bäuerle in Wien herausgegebenen Illustrirten Theaterzeitung - die im Jahrgang 1845 für die „Satyrischen Bilder“ dann von Andreas Geiger gestochene Nummer 49 sowie die von Leopold Zechmayer gestochene Nummer 59.
Zudem trat Franceschini mit teils selbst lithografierten Blättern in Erscheinung darunter beispielsweise die Blätterfolgen „Wiener Bürgermilitär 1848“, aber auch mit der von Franz Gerasch um 1848 in der Hauptstadt des Österreichischen Kaisertums lithografierten Folge „Zeichnungen der Beamten u. Diener der k. k. priv. Staats- und Privat-Eisenbahnen.“
Ebenfalls ab 1848 und bis zu seinem frühen Tod im Jahr 1859 arbeitete Franceschini - in der Nachfolge von Philipp von Stubenrauch - als „Kostümdirektor“ sowohl des k.k. Hoftheaters nächst dem Kärnthnerthor als auch des k.k. Hof-Burgtheaters. In dieser Funktion entwarf er - in älterer Lesweise – als „allerdings meist recht handwerklicher Kostümzeichner“ – beispielsweise die phantasievollen Kostüme für
- das von Carlo Gozzi verfasste und von Schiller bearbeitete, am 11. November 1851 erstmals im Hofburgtheater aufgeführte Theaterstück Turandot;[2]
- Heinrich Dorns am 20. Februar 1857 aufgeführte Oper Die Nibelungen;[2]
- Mozarts am 18. Mai 1858 gegebene Così fan tutte;[2]
- Richard Wagners am 19. August 1858 im Kärntnertortheater aufgeführte Oper Lohengrin[2]
- und für Grillparzers um 1858 gespieltes Märchen Der Traum, ein Leben.[2]

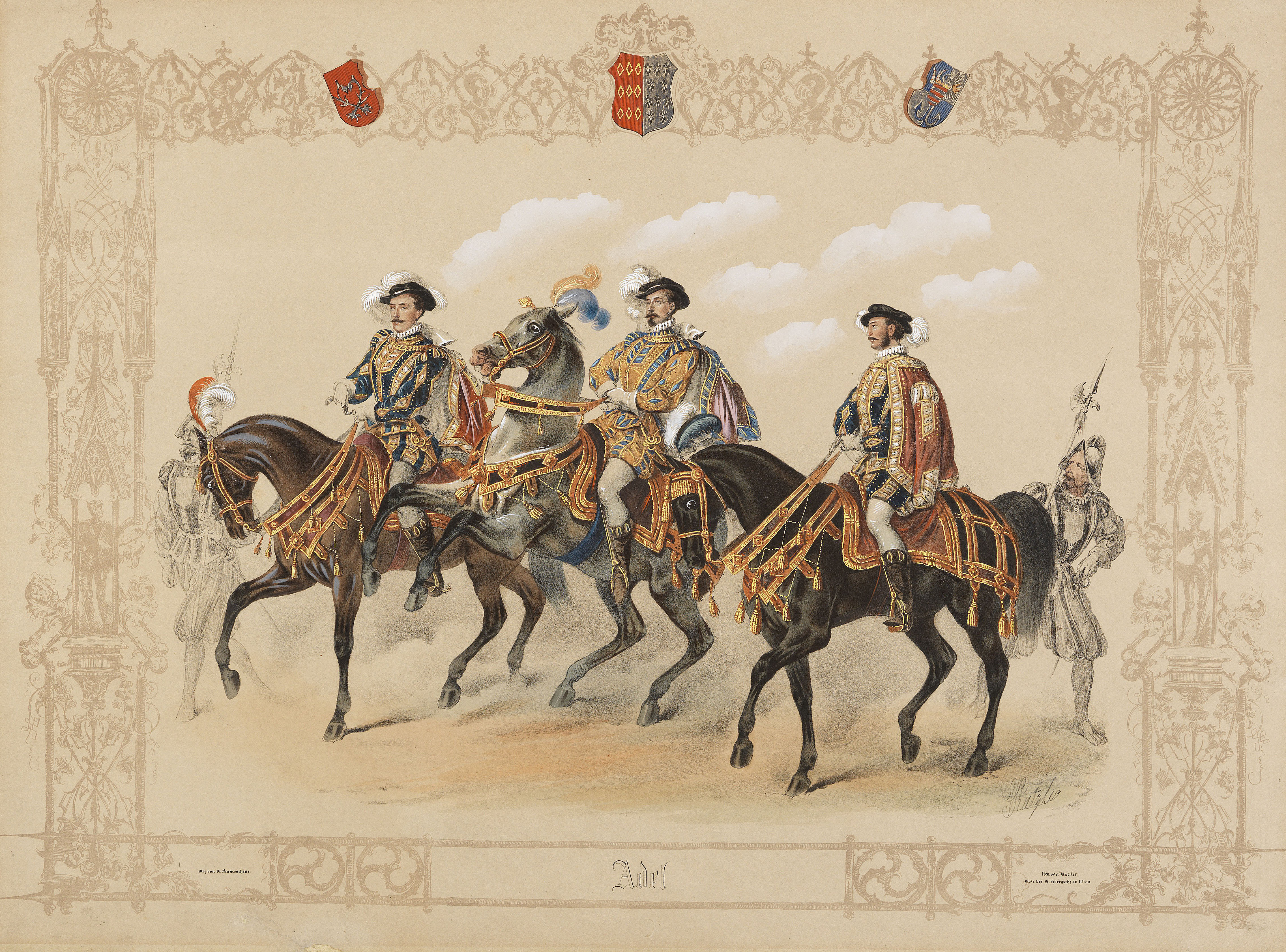
Vertreter des Adels zu Pferde im „Caroussel“ in Prag, ausgegeben 1854 anlässlich der Vermählung von Franz Joseph I. von Österreich mit Herzogin Elisabeth

Parallel zu seinen Aufgaben an den Hoftheatern schuf Franceschini unter anderem die Vorlagen für Vinzenz Katzlers „Caroussel: ausgeführt von den höchsten und hohen Herrschaften ... in der k. k. Winterreitschule am 21. Mai 1853“, die dann unter ähnlichem Titel als „Caroussel ... in Prag den 5. Juni 1854“ erschienen.
Daneben illustrierte Franceschini Matthias Trentsenskys Costume-Bilder für Ball und Theater sowie dessen Neue Costume-Sammlung verschiedener Zeiten und Nationen und dessen kolorierte Lithografien „Neuestes Costume-Album“.

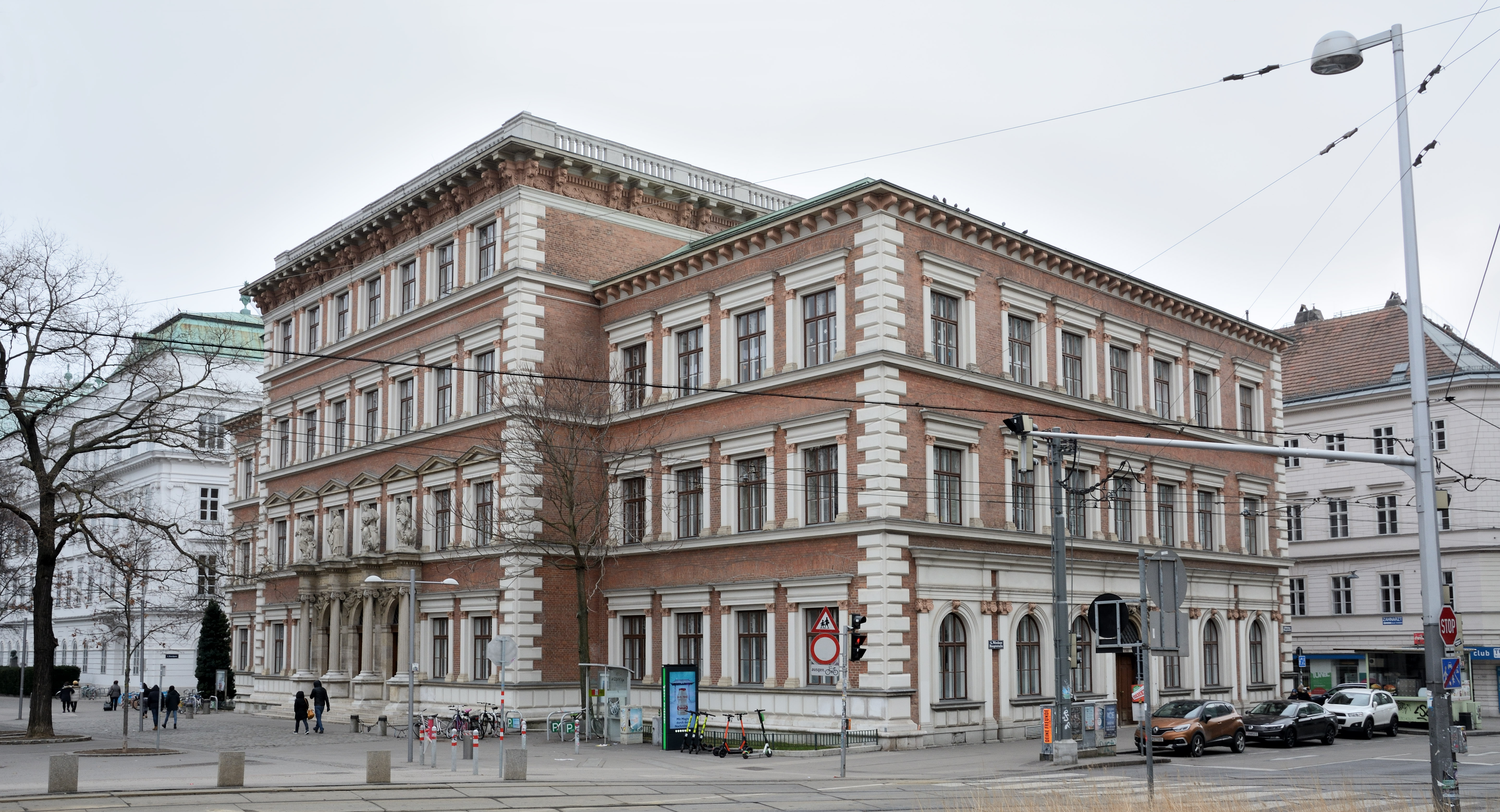
Karlsplatz 14, heute der Standort der Evangelischen Schule

1858 erschienen in Bäuerles Wiener Theaterzeitung „Notizen über eine italienische Studienreise Franceschinis.“ Zu Beginn des Folgejahres starb Girolamo Franceschini nach seiner Rückkehr nach Österreich im Alter von 38 Lebensjahren im Haus in Wieden am Karlsplatz 14.